# Vlkanov, Domažlice
Vlkanov là một làng thuộc huyện Domažlice, vùng Plzeňský, Cộng hòa Séc.